# Šen-čou 8
Šen-čou 8 (čínsky pchin-jinem Shénzhōu bāhào, znaky zjednodušené 神舟八号; česky Božská loď 8) byla čínská kosmická loď typu Šen-čou. Cílem jejího letu bylo setkání a spojení s vesmírnou stanicí Tchien-kung 1, první čínské spojení dvou kosmických těles. Let byl bezpilotní. Do vesmíru loď vynesla raketa Dlouhý pochod 2F 31. října 2011. Loď se úspěšně dvakrát spojila se stanicí. Návratový modul přistál v čínské přistávací oblasti ve Vnitřním Mongolsku.

## Průběh letu
Loď Šen-čou 8 byla na oběžnou dráhu Země vynesena nosnou raketou Dlouhý pochod 2F, start proběhl 31. října 2011 v 21:58:10 UTC z kosmodromu Ťiou-čchüan ležícím na severu Číny, v autonomní oblasti Vnitřní Mongolsko.
Se stanicí Tchien-kung 1, vynesenou do vesmíru 29. září 2011, se loď spojila 2. listopadu 2011 v 17:36 UTC. Čína se tak stala třetí mocností světa schopnou uskutečnit automatické spojení dvou těles ve vesmíru, po Rusku (resp. Sovětském svazu) a Evropské unii. A také třetí mocností, která je schopna provést spojení lodí určených pro pilotované kosmické lety – po Rusku (resp. Sovětském svazu) a Spojených státech amerických.
Vědecký program letu byl připraven ve spolupráci s německou kosmickou agenturou. Na lodi byla umístěna schránka s buňkami rostlin, ryb, červů, baktérií a lidských rakovinných buněk, cílem experimentu nazvaného Simbox bylo zkoumání jejich chování ve stavu beztíže.
Spojení obou těles trvalo do 14. listopadu 11:28 UTC, kdy se loď na povel řídícího střediska odpojila a odletěla do vzdálenosti 140 metrů. Poté se ve 12:00 UTC opět připojila. Definitivně Šen-čou 8 stanici opustila 16. listopadu 2011 v 10:30 UTC, poté její návratový modul v 11:32:30 UTC přistál ve Vnitřním Mongolsku.